# Rivo Rakotovao
Rivo Rakotovao (ur. 12 maja 1960) – malgaski polityk, od 12 listopada 2017 przewodniczący Senatu Madagaskaru, od 7 września 2018 do 19 stycznia 2019 pełniący obowiązki prezydenta Madagaskaru. 

## Kariera polityczna
7 września 2018 przejął obowiązki głowy państwa po rezygnacji prezydenta Hery’ego Rajaonarimampianiny. Ustąpienie urzędującego prezydenta było spowodowane jego zamiarem startu w nadchodzących wyborach prezydenckich.